# Trish Clayton
Trish Clayton is een personage uit de soapserie Days of our Lives. De rol werd gespeeld door Patty Weaver van 1974 tot 1982.

## Personagebeschrijving
Trish kwam naar Salem met haar moeder Jeri en haar stiefvader Jack. Samen met Jeri werd ze een zingende sensatie bij Doug's Place. In 1975 wilde ze op eigen benen staan en verhuisde naar een appartement, dat ze deelde met Mike Horton. In 1976 vertelde haar stiefvader Jack dat haar moeder vroeger een prostituee was en dat haar vader Jim Stanhope was. Trish probeerde Jim te vinden en toen hij naar Salem kwam was ze gekwetst omdat hij haar afwees. Later dat jaar had ze een onenightstand met David Banning, die verloofd was met Valerie Grant.
In 1977 werd Jack Clayton geobsedeerd door Trish. Op een avond kwam hij naar haar appartement toen ze alleen was en hij viel haar aan. Gelukkig kwam Mike op tijd terug en hij begon met Jack te vechten. Trish sloeg haar stiefvader op het hoofd met een strijkijzer en hij stierf. Hierdoor kreeg ze een zenuwinzinking en kreeg ze een gespleten persoonlijkheid. Ze werd Cynthia en baby Lisa. Mike Horton bekende de moord op Jack, maar door therapie kwam aan het licht dat Trish de dader was. Trish werd vrijgesproken toen duidelijk werd dat ze jaren misbruikt geworden was. Ze verhuisde uit haar appartement en trok bij Brooke Hamilton in. Later dat jaar ontdekte ze dat ze zwanger was van David.
Trish en David trouwden en kregen een zoontje, Scotty Banning. In 1978 verdween Trish met Scotty. David huurde een privédetective in en ze vonden Scotty bij Jeri in LA. Trish had opnames voor een film. David nam Scotty mee en keerde terug naar Salem.
In 1978 kwam Stephanie Woodruff naar Salem. Zij was eigenlijk Brooke Hamilton, die dood gewaand werd en had plastische chirurgie ondergaan. David sprak een paar keer af met Stephanie, maar toen Trish terugkeerde naar Salem, verzoenden ze zich.
Trish stal een fortuin aan edelstenen van de zanger Durand. Ze vroeg aan Margo Horton om de edelstenen voor haar te verbergen. Durand kwam zijn edelstenen zoeken en Trish gaf ze terug, maar hij ontdekte dat een van hen vals was. Trish besefte dat Earl Roscoe Margo had bedrogen en een diamant gestolen had. Ze confronteerde hem en kreeg de diamant uiteindelijk terug.
In 1980 ging David bij Anderson Manufacturing werken, en werd tegelijkertijd ook door Alex Marshall betaald om Kellam Chandler te bespioneren, die het bedrijf wilde overnemen. Toen Mary Anderson dit ontdekte ontsloeg ze hem en zei dat hij de stad beter kon verlaten. David verliet Trish en verdween samen met Scotty uit Salem.
Nadat Trish in 1981 Scotty had ontvoerd keerde David terug naar Salem. Trish en David gingen nu voorgoed uit elkaar. Tony DiMera maakte van Trish de manager van de Twilight Bar. Kort daarna kreeg ze een relatie met de zanger Woody King.
Uiteindelijk besloot Trish om Salem voorgoed te verlaten en om haar zangcarrière ergens anders uit te bouwen.